# Alexa Grasso
Karen Alexa Grasso Montes (Guadalajara, 9 agosto 1993) è una lottatrice di arti marziali miste messicana.
Grasso combatte nella divisione dei pesi mosca per la promozione statunitense UFC. A partire da marzo 2023, è l'attuale campionessa dei pesi mosca UFC. È la prima lottatrice nata in Messico a vincere un titolo in detta promozione.

## Carriera nelle arti marziali miste

### Ultimate Fighting Championship
L'11 agosto 2016 è stato annunciato che Alexa Grasso aveva firmato con l'UFC. Il suo debutto è stato contro Heather Jo Clark il 5 novembre 2016 all'evento The Ultimate Fighter Latin America 3 Finale tenutosi in Messico, il suo paese natale. Ha vinto la battaglia con decisione unanime.
Grasso ha affrontato Felice Herrig il 4 febbraio 2017 all'UFC Fight Night 104. Ha perso l'incontro con decisione unanime, segnando la prima sconfitta nella sua carriera professionale.
Il 5 agosto 2017, Grasso ha affrontato Randa Markos all'UFC Fight Night: Pettis vs. Moreno. Tuttavia, ha sofferto di un'infezione del tratto urinario; Di conseguenza, è arrivata a pesare 119 sterline, tre libbre in più rispetto al limite del peso della paglia, ed è stata multata del 20% della sua borsa che è andata a Markos. La lotta, finalmente decisiva, sarebbe stata vinta da Grasso per decisione divisa.
Grasso ha affrontato Tatiana Suárez il 19 maggio 2018 all'UFC Fight Night 129. Ha perso il combattimento per strangolamento posteriore al primo round.
Avrebbe dovuto affrontare Angela Hill il 25 agosto 2018 all'UFC Fight Night 135. Tuttavia, è stata ritirata dal combattimento il 19 luglio 2018 a causa di un infortunio al ginocchio.
Grasso avrebbe dovuto affrontare Marina Rodríguez il 2 febbraio 2019 all'UFC Fight Night 144, ma il 17 dicembre 2018 è stato riferito che Rodríguez si è ritirato dall'evento a causa di un infortunio alla mano. Il combattimento è stato riprogrammato per UFC on ESPN 2, ma non ha avuto luogo perché Grasso si è infortunato ed è stato sostituito da Jessica Aguilar.
Grasso ha affrontato Karolina Kowalkiewicz l'8 giugno 2019 all'UFC 238. Ha vinto l'incontro con decisione unanime.
Grasso ha affrontato Carla Esparza il 21 settembre 2019 all'UFC on ESPN+ 17. Ha perso l'incontro con decisione a maggioranza. Questa lotta gli è valsa il premio Fight of the Night.
Avrebbe dovuto affrontare Cláudia Gadelha il 18 gennaio 2020 all'UFC 246. Tuttavia, il giorno del peso, Grasso pesava 121,5, 5,5 libbre oltre il limite di peso paglia senza titolo di 116 libbre. La NSAC ha deciso di eliminare il combattimento perché ai concorrenti non è consentito competere se il peso complessivo è superiore a 3 libbre. In una dichiarazione rilasciata poche ore dopo la pesatura, Grasso ha dichiarato che sarebbe passato ai pesi mosca.
Grasso avrebbe dovuto affrontare Ji Yeon Kim il 27 giugno 2020 all'UFC on ESPN: Poirier vs. Hooker. Tuttavia, a causa delle restrizioni di viaggio per entrambi i combattenti dovute alla pandemia di COVID-19, l'incontro è stato riprogrammato per il 29 agosto 2020 all'UFC Fight Night 175. Ha vinto l'incontro con decisione unanime.
Grasso ha affrontato Maycee Barber il 13 febbraio 2021 all'UFC 258 e ha vinto l'incontro con decisione unanime.
Grasso avrebbe dovuto affrontare Joanne Calderwood il 20 novembre 2021 all'UFC Fight Night 198. Tuttavia, Grasso è stato costretto a ritirarsi dall'evento a causa di un infortunio ed è stato sostituito da Taila Santos.
Grasso avrebbe dovuto affrontare Viviane Araújo il 22 gennaio 2022 all'UFC 270, ma Araujo è stato costretto a ritirarsi dall'evento a causa di un infortunio, causando l'annullamento dell'incontro.
Grasso ha affrontato Joanne Calderwood in un combattimento riprogrammato il 26 marzo 2022 all'UFC on ESPN 33. Ha vinto l'incontro tramite sottomissione al primo round.
Grasso è stato riprogrammato per affrontare Viviane Araújo il 13 agosto 2022 all'UFC on ESPN 41. Tuttavia, il combattimento è stato annullato a causa di problemi di visto. Il combattimento è stato nuovamente riprogrammato per il 15 ottobre 2022 all'UFC Fight Night 212, che si è concluso con una vittoria decisiva unanime per Grasso.

#### Campionessa dei pesi mosca UFC
Grasso ha affrontato Valentina Ševčenko il 4 marzo 2023 per il campionato dei pesi mosca femminile UFC all'UFC 285. Con sorpresa di molti, ha vinto l'incontro e ha conquistato il titolo tramite una manovella nel quarto round. La vittoria è valsa a Grasso il suo primo premio bonus Performance of the Night.
Mesi dopo, ha difeso per la prima volta il titolo in una rivincita contro Valentina Ševčenko il 16 settembre 2023, all'UFC Fight Night 227. L'incontro si è concluso con un pareggio diviso, ma Grasso ha comunque mantenuto la cintura.

## Risultati nelle arti marziali miste
| Risultato | Record | Avversario            | Metodo                           | Evento                                                              | Data              | Round | Tempo | Città                   | Note                                                                    |
| --------- | ------ | --------------------- | -------------------------------- | ------------------------------------------------------------------- | ----------------- | ----- | ----- | ----------------------- | ----------------------------------------------------------------------- |
| Sconfitta | 16-4-1 | Valentina Ševčenko    | Decisione (Unanime)              | UFC 306                                                             | 14 settembre 2024 | 5     | 5:00  | Las Vegas, Sati Uniti   | Perde il titolo femminile dei pesi mosca UFC.                           |
| Parità    | 16-3-1 | Valentina Ševčenko    | Decisione (non unanime)          | UFC Fight Night: Grasso vs. Ševčenko 2                              | 16 settembre 2023 | 5     | 5:00  | Las Vegas, Sati Uniti   | Difende il titolo femminile dei pesi mosca UFC.                         |
| Vittoria  | 16-3   | Valentina Ševčenko    | Sottomissione (rear-naked choke) | UFC 285                                                             | 4 marzo 2023      | 4     | 4:34  | Las Vegas, Sati Uniti   | Vince il titolo femminile dei pesi mosca UFC. Performance of the Night. |
| Vittoria  | 15-3   | Viviane Araújo        | Decisione (unanime)              | UFC Fight Night: Grasso vs. Araújo                                  | 15 ottobre 2022   | 5     | 5:00  | Las Vegas, Sati Uniti   |                                                                         |
| Vittoria  | 14-3   | Joanne Calderwood     | Sottomissione (rear-naked choke) | UFC on ESPN: Blaydes vs. Daukaus                                    | 26 marzo 2022     | 1     | 3:37  | Columbus, Sati Uniti    |                                                                         |
| Vittoria  | 13-3   | Maycee Barber         | Decisione (unanime)              | UFC 258                                                             | 13 febbraio 2021  | 3     | 5:00  | Las Vegas, Sati Uniti   |                                                                         |
| Vittoria  | 12-3   | Ji Yeon Kim           | Decisione (unanime)              | UFC Fight Night: Smith vs. Rakić                                    | 29 agosto 2020    | 3     | 5:00  | Las Vegas, Sati Uniti   | Debutto nei pesi mosca.                                                 |
| Sconfitta | 11-3   | Carla Esparza         | Decisione                        | UFC Fight Night: Rodriguez vs. Stephens                             | 21 settembre 2019 | 3     | 5:00  | Città del Messico       | Fight of the Night.                                                     |
| Vittoria  | 11-2   | Karolina Kowalkiewicz | Decisione (unanime)              | UFC 238                                                             | 8 giugno 2019     | 3     | 5:00  | Chicago, Sati Uniti     |                                                                         |
| Sconfitta | 10-2   | Tatiana Suárez        | Sottomissione (rear-naked choke) | UFC Fight Night: Maia vs. Usman                                     | 19 maggio 2018    | 1     | 2:45  | Santiago del Cile       |                                                                         |
| Vittoria  | 10-1   | Randa Markos          | Decisione (non unanime)          | UFC Fight Night: Pettis vs. Moreno                                  | 5 agosto 2017     | 3     | 5:00  | Città del Messico       |                                                                         |
| Sconfitta | 9-1    | Felice Herrig         | Decisione (unanime)              | UFC Fight Night: Bermudez vs. Korean Zombie                         | 4 febbraio 2017   | 3     | 5:00  | Houston, Sati Uniti     |                                                                         |
| Vittoria  | 9-0    | Heather Jo Clark      | Decisione (unanime)              | The Ultimate Fighter Latin America 3 Finale: dos Anjos vs. Ferguson | 5 novembre 2016   | 3     | 5:00  | Città del Messico       |                                                                         |
| Vittoria  | 8-0    | Jodie Esquibel        | Decisione (unanime)              | Invicta FC 18: Grasso vs. Esquibel                                  | 29 luglio 2016    | 3     | 5:00  | Kansas City, Sati Uniti | Performance of the Night.                                               |
| Vittoria  | 7-0    | Mizuki Inoue          | Decisione (unanime)              | Invicta FC 11: Cyborg vs. Tweet                                     | 27 febbraio 2015  | 3     | 5:00  | Los Angeles, Sati Uniti | Fight of the Night.                                                     |
| Vittoria  | 6-0    | Alida Gray            | TKO                              | Invicta FC 10: Waterson vs. Tiburcio                                | 5 dicembre 2014   | 1     | 1:47  | Houston, Sati Uniti     |                                                                         |
| Vittoria  | 5-0    | Ashley Cummins        | Decisione (unanime)              | Invicta FC 8: Waterson vs. Tamada                                   | 6 settembre 2014  | 3     | 5:00  | Kansas City, Sati Uniti |                                                                         |
| Vittoria  | 4-0    | Karina Rodríguez      | Decisione (unanime)              | XK 20 - Xtreme Kombat 20                                            | 31 agosto 2014    | 3     | 5:00  | Cuautitlán Izcalli      |                                                                         |
| Vittoria  | 3-0    | Alejandra Álvarez     | TKO                              | XK 20 - Xtreme Kombat 20                                            | 31 agosto 2014    | 1     | 0:36  | Cuautitlán Izcalli      |                                                                         |
| Vittoria  | 2-0    | Lupita Hernández      | KO (pugni)                       | FHC - Fight Hard Championship 3                                     | 11 maggio 2013    | 1     | 0:12  | Messico                 |                                                                         |
| Vittoria  | 1-0    | Sandra del Rincón     | KO (pugni)                       | GEX - Old Jack's Fight Night                                        | 19 dicembre 2012  | 1     | 1:35  | Messico                 |                                                                         |